# 三寶山 (台灣)
三寶山，是位於台灣嘉義縣番路鄉的尖凍山（海拔1,070公尺）、鳩州嶺山（海拔960公尺）、烏心石山（海拔860公尺）三座山的統稱，原為2003年版台灣小百岳之一，但已於2006年被除名。